# Chemise
Pour les articles homonymes, voir Chemise (homonymie).
Une chemise est un vêtement qui couvre le buste et les bras. Au début du XXIe siècle, elle comprend un col, des manches longues et un boutonnage sur le devant. Si elle est destinée aux femmes (coupe cintrée, ornements, etc.), on la désigne sous le terme chemisier. Les chemises pour hommes ont les boutons du côté droit tandis qu'à l'inverse, les chemisiers les ont du côté gauche. La chemise ne comporte pas de doublure.
Quand les manches sont courtes, elle se désigne par le terme chemisette.

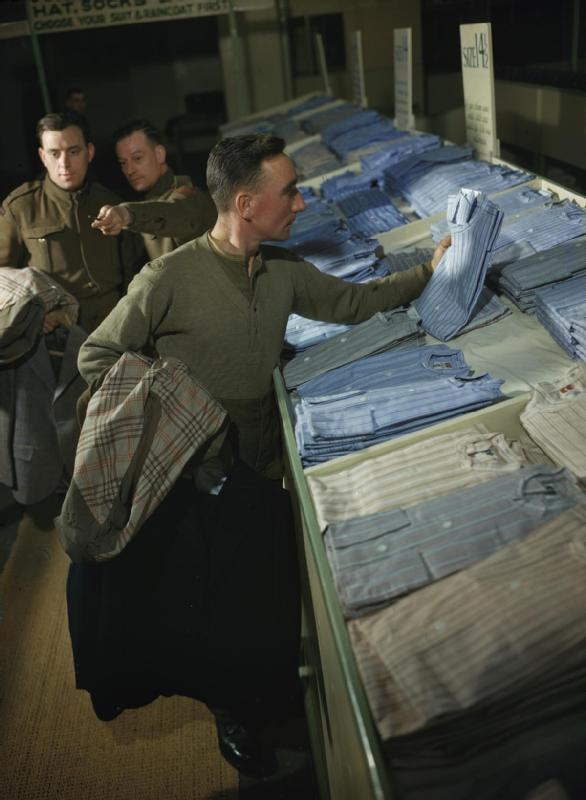
En 1944, dans un centre de démobilisation au Royaume-Uni, un militaire fait son choix parmi des chemises civiles.

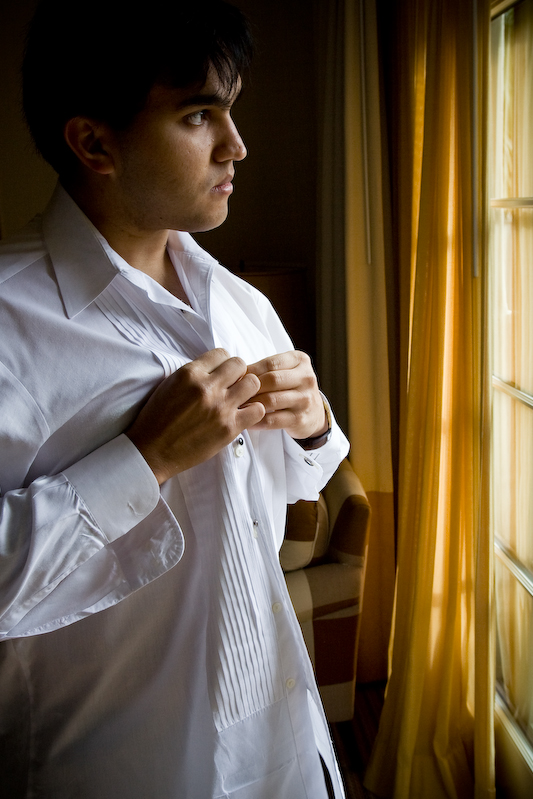
Un homme boutonnant sa chemise.

On distingue également la chemise de nuit qui est un vêtement de nuit féminin, sorte de robe plus ou moins longue.
Au XIXe siècle, la chemise de corps était un sous-vêtement en tissu fin porté à même la peau. C'est ainsi que le tee-shirt qui en a repris le concept, s'est d'abord appelé chemise américaine.

Chemise de travail.

## Historique
La plus ancienne chemise préservée, découverte par l'égyptologue William Matthew Flinders Petrie, est un tissu en lin dans une tombe de la première dynastie égyptienne dans la nécropole de Tarkhan vers 3000 av. J.-C. : elle dispose d'épaules et de manches finement plissées, une petite frange sur le bord du tissu orne l'encolure et la couture latérale.
L'ancêtre de la chemise est la tunique, en forme de T et avec une coupe droite, portée indifféremment par les hommes et les femmes à même la peau comme sous-vêtement. Les Romains portent dessous la toge ou la stola, la tunica exterior (tunique ample aux manches courtes) puis la tunica interior ou subucula (tunique moins longue — à l'exception des femmes — en lin pourvue de manches, apparue au IIIe siècle, dont la manière de la ceinturer varie selon le sexe et la condition sociale).
Au Moyen Âge, la chemise toujours portée comme sous-vêtement (ou comme chemise de nuit) se répand parmi toute la population occidentale, elle est en lin, ortie, chanvre (laine ou coton pour les plus riches). Dans des œuvres d'art médiéval, la chemise est seulement visible (lorsque le personnage se dévêt pour travailler ou soulève son vêtement du dessus) sur des personnes de condition modeste, bergers, paysans, prisonniers, pénitents. Identique pour les hommes comme pour les femmes, c'est un vêtement sobre, non teint, parfois rehaussé de motifs. Pour des raisons d'hygiène, la chemise est blanche et se fait bouillir.
L'Église enjoint aux femmes de comprimer leurs seins sous leur chemise de lin (seul sous-vêtement féminin jusqu'à l'époque moderne) pour gommer leur féminité ; dans Le Roman de la Rose, on lit : « si elle a les seins trop gros, qu'elle prenne un fichu et un carré d'étoffe, qu'elle les mette sur les épaules, qu'elle s'en fasse serrer et ceindre les côtés tout autour puis attacher le tout, ainsi ficelée elle pourra aller se divertir ». Le chainse est identique à la chemise (à l'exception peut-être du col absent chez la chemise, les deux sont fendus à l'encolure, plissés ou non, plus larges sur le bas pour les femmes) mais il se porte entre elle et le bliaud. Alors que les chemises ont une unique couture qui peut être resserrée ou boutonnée, les Croisés rapportent des Croisades les tuniques portées par les Perses dont les manches coupées séparément et cousues aux emmanchures donnent la structure définitive à la chemise.
Après la guerre de Cent Ans et l'épidémie de la grande peste, les nouvelles techniques de tissage et de teinture, développées par l'industrie du textile des Flandres qui profite de sa neutralité lors de cette guerre, répondent à la croissance démographique, de meilleures conditions de vie et le désir de luxe de l'aristocratie : au XVe siècle, la chemise se voit ajouter un col et commence à devenir un vêtement masculin. Les chemises du XVIe siècle, mises en évidence par les décolletés carrés, très ouverts ou le bas des manches des vêtements, sont confectionnées dans des tissus plus fins (notamment la soie), s'ornent de broderies (dentelle, jabots au niveau du col et des poignets, cordelette serrant et nouant le col, fraises), sont parfois plissées et se ferment par des boutons.
Jusqu'au XVIIIe siècle, réalisée en dentelle, elle est richement ornée pour symboliser le statut social.
Au XIXe siècle, elle est plus longue d'environ six centimètres, les pans sont arrondis et elle ne se montre plus, seuls les poignets et le col peuvent dépasser du costume.
À partir du XXe siècle, la chemise gagne en confort et commence à être portée par les femmes. En effet, Christofle Charvet, tenant la maison Charvet Place Vendôme, fût le premier à créer une chemiserie à Paris. La chemise n'est plus un ensemble de morceaux de tissus mais un accessoire de style. Ainsi commence à apparaître les tenues avec une chemise et un gilet.

## Le tissu

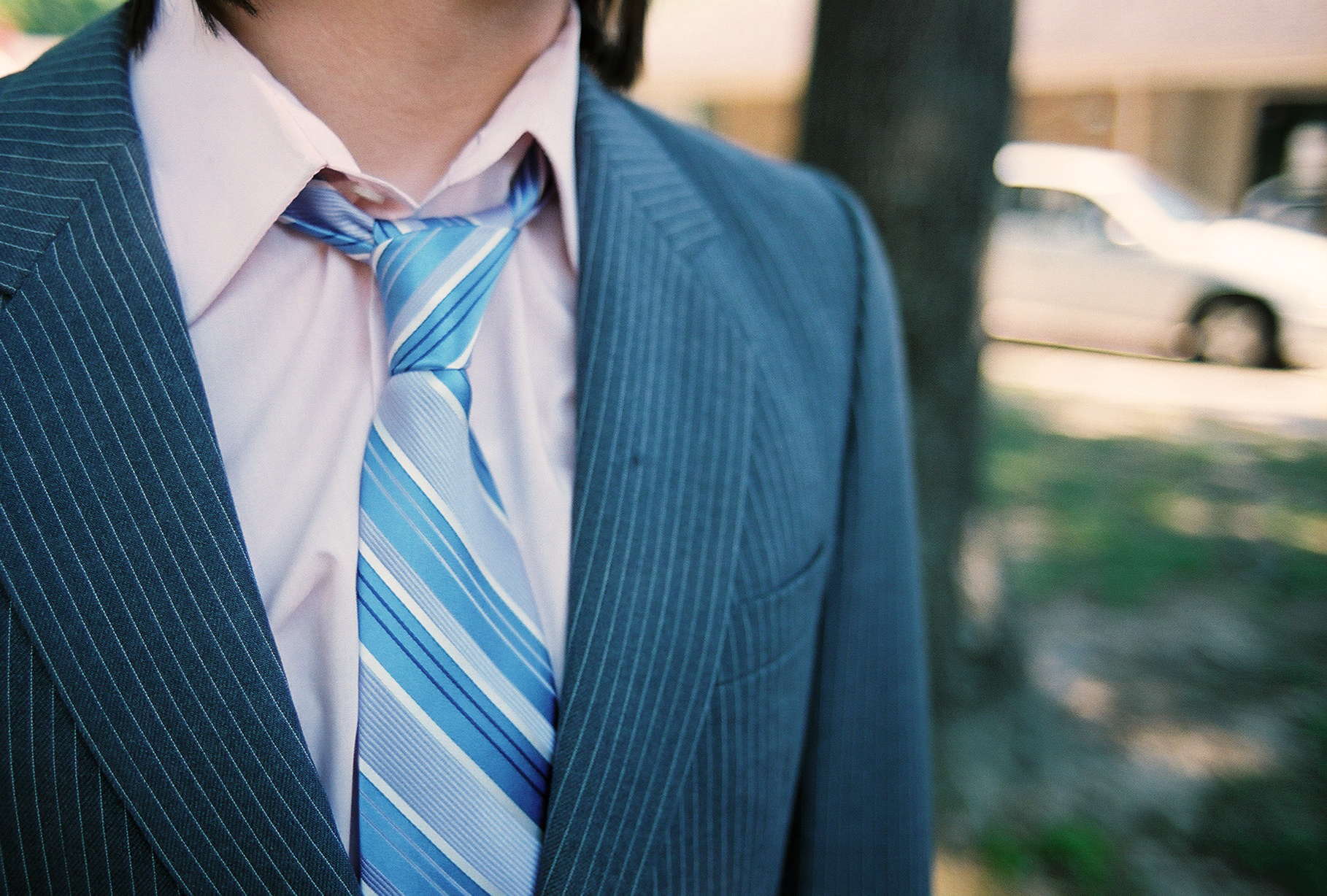
Une cravate bleue, portée sur une chemise et avec une veste.

Une chemise se caractérise d'abord par son tissu. Le coton est la matière la plus souvent utilisée ; viennent ensuite le lin, la soie et les matières synthétiques, pures ou en mélange avec le coton. La qualité du tissu est déterminée par la qualité du fil utilisé et son tissage.
La finesse d'un fil s'exprime par son titrage : plus celui-ci est élevé, plus le tissu est fin, rare et cher. Les tissus courants sont habituellement des 80 ou des 100, on trouve facilement du 120, certains catalogues proposent jusqu'à 200. Le fil de coton est constitué de fibres mesurant quelques centimètres, et le meilleur fil est constitué de fibres extra-longues (jusqu'à 5 cm). Les appellations réputées sont le coton égyptien et coton Sea Island. On utilise en chemiserie du fil double retors, c'est-à-dire obtenu en tordant ensemble deux fils simples pour améliorer ses qualités mécaniques.
Plusieurs tissages peuvent être distingués :
- Popeline : c'est le tissu le plus utilisé pour les chemises ;
- Fil à Fil : proche de la popeline, mais avec deux fils de couleur différente ;
- Oxford : plus épais que la popeline, le grain du tissu est visible ;
- Pinpoint : proche de l'Oxford, mais plus fin ;
- Twill : structure en diagonale, plus ou moins visible ;
- Chevron : proche du Twill, mais les diagonales sont alternées.

Enfin le tissu peut subir des traitements divers, par exemple pour faciliter le repassage.
À l'origine, les rayures sur le tissu des chemises furent conçues pour protéger des miasmes, dans un but hygiéniste.

## Le col

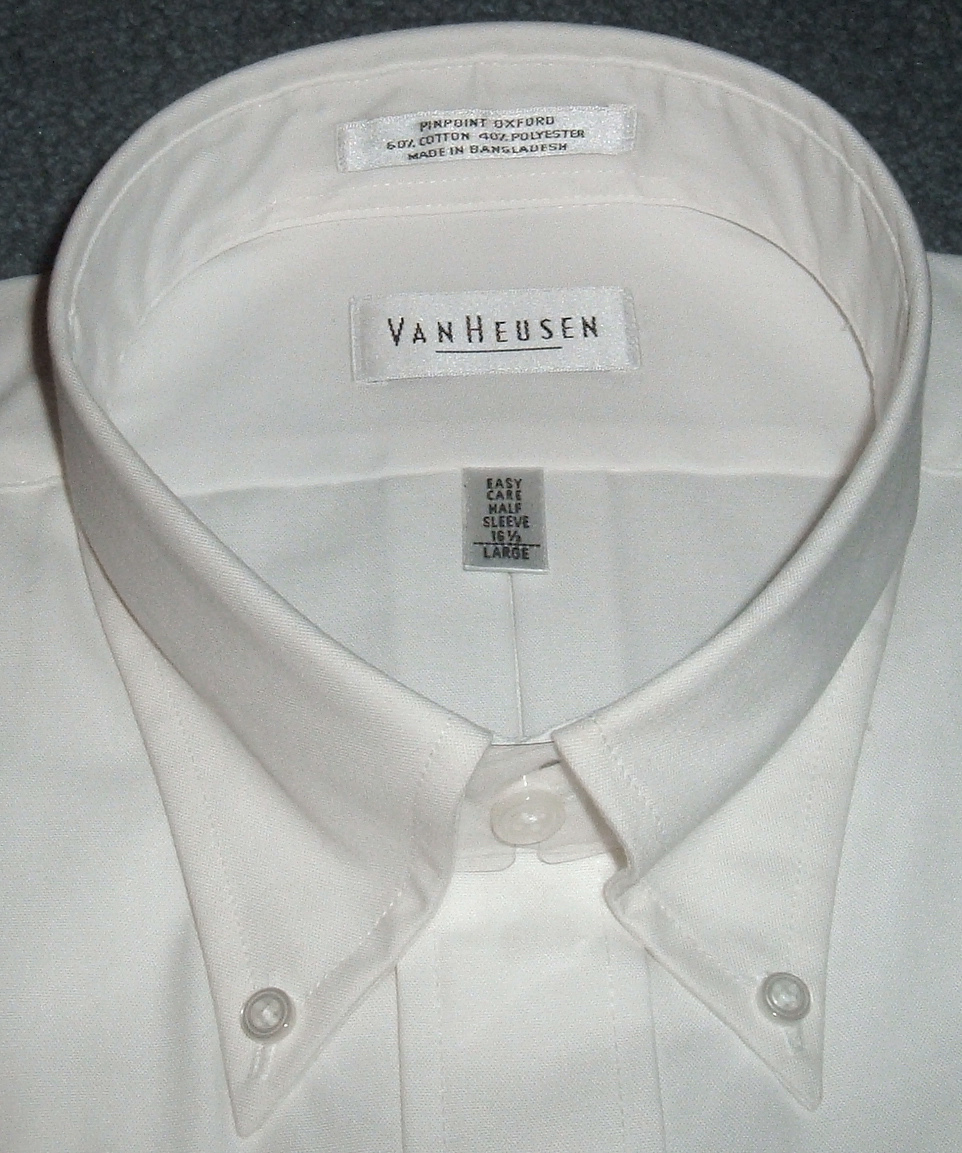
Col de chemise. (col boutonné)

Le col est un élément essentiel dans la chemise. Il en existe de différentes sortes :
- col button-down, attribué aux joueurs de polo, il se porte sans cravate ;
- col classique, 6 à 7 cm de haut avec un angle de 9 à 10 cm ;
- col italien dit cut away, attribué au duc de Windsor, il permet de gros nœuds de cravate ;
- col officier et col Mao, cols droits qui remontent sur le cou, ils ne permettent pas le port de la cravate ;
- col à patte boutonnée, les revers sont maintenus par une patte en dessous ;
- col pelle à tarte, les revers ont la forme d'une pelle à tarte ;
- col cassé (ou col cérémonie), col idéal pour le port d'un nœud papillon.

Jusqu'aux années 1940, le col était quasi-généralement blanc amidonné.

## Les poignets

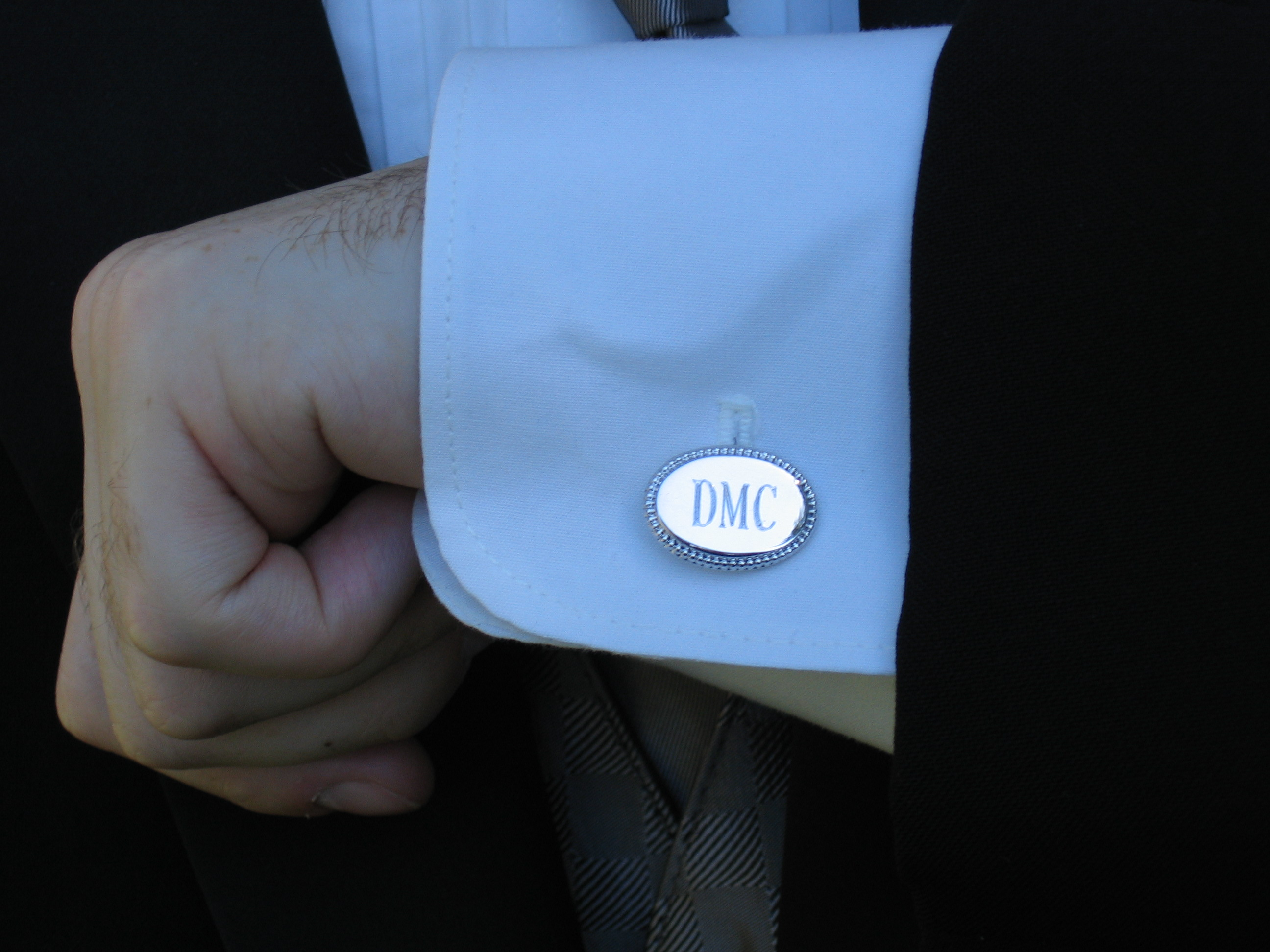
Poignet mousquetaire.

Il existe différents types de poignets :
- Le poignet classique : ce type de poignet est le modèle le plus courant. Il est de forme ronde ou carrée. Il se ferme grâce à un ou deux boutons qui sont cousus directement sur la chemise.
- À revers appelés poignets mousquetaires : ce type de poignet est incontestablement le plus élégant. Le revers se replie par-dessus le poignet et se ferme à l'aide de boutons de manchette ou de passementeries.
- Le poignet napolitain appelé poignet mixte ou encore portofino. Ce poignet se ferme par l'intermédiaire d'un bouton cousu sur la chemise. Le principe reprend le poignet classique mais de manière bien plus élégante ici car le tissu vient se replier sur le bouton pour le cacher.

## Taille et coupe
La taille d'une chemise s'exprime le plus souvent en indiquant le tour de cou, qui se mesure juste en dessous de la pomme d'Adam et doit être arrondi au centimètre supérieur. Le plus souvent compris entre 36 et 45 centimètres, il est proportionnel à la carrure d'épaule et permet ainsi de choisir une chemise dont l'emmanchure débute à la cassure de l'épaule.
On distingue majoritairement trois types de coupes : la coupe droite, la coupe ajustée et la coupe cintrée. La coupe droite est la coupe qui offre le maximum de confort en gardant la même largeur sous l'aisselle qu'au niveau de la taille et convient particulièrement aux personnes fortes.
Concernant la longueur des manches, le bout de la manche doit s'arrêter à la jointure entre le pouce et le poignet, notamment pour que la chemise dépasse de la veste d'environ un centimètre.

## La couleur
Longtemps considérée comme un sous-vêtement, la chemise se portait à même la peau. Jusqu'au XIXe siècle, il était par ailleurs de rigueur de ne pas porter d'étoffes teintées à même la peau ; c'est pourquoi la chemise a longtemps été blanche. Dans les années 1920 et 1930, la chemise colorée est à la mode, avant de tomber en désuétude pendant les Trente Glorieuses. La chemise blanche demeure un classique des tenues en smoking ou d'un style urbain (sans cravate, avec une veste bleu marine, un jean et des souliers noirs) ou pour des professions comme les vendeurs et les croque-morts.

## Boutonnage différencié selon les sexes
Dans l'industrie du prêt-à-porter, les chemises destinées aux hommes ont les boutons du côté droit de la personne qui porte la chemise et celles destinées aux femmes ont les boutons du côté gauche. L'origine de cette convention est incertaine et pourrait être liée au fait que la plupart des gens sont droitiers, que les hommes boutonnent eux-mêmes leurs chemises et qu'il fut un temps où les femmes qui portaient des chemises étaient riches et se faisaient boutonner par des servantes, ce que les couturières auraient considéré lors de la confection des chemises. Selon Chloe Chapin du Fashion Institute of Technology, les boutons à droite permettaient de mieux accéder à une arme cachée sous la chemise des hommes, et certaines hypothèses suggèrent que cette particularité aurait évolué pour faciliter l'allaitement chez les femmes ou pour leur permettre de chevaucher plus aisément,.

## Mode
En fonction des modes et des convenances, elle se porte sur ou dans le pantalon. Jusqu'au début des années 1990, le port de la chemise sur le pantalon est marginal, il est considéré comme une marque de négligence, voire d'irrespect. Puis les adolescents commencent à sortir leur chemise du pantalon, par rébellion ou originalité. Cette tendance qui étonne au début s'impose peu à peu comme un véritable phénomène de mode, traversant tous les âges et les catégories professionnelles. Ce sont cependant plutôt les jeunes qui portent leur chemise sur le pantalon, et plutôt ceux du style un peu BCBG, la chemise étant quelque peu boudée par les adolescents. Depuis quelques années, la mode consiste aussi à laisser dépasser la chemise même quand elle est portée sous un pull-over. On assiste aujourd'hui à un mouvement inverse : étant donné que beaucoup de monde porte désormais sa chemise sur le pantalon, les hommes se voulant plus élégants en rentrent les pans dans le leur.[réf. nécessaire]
Cette mode est à mettre en relation avec la chemise liquette. La chemise liquette possède les pans arrondis, et le pan de derrière est un peu plus long que celui de devant. Ce nom vient de la liquette, ancien vêtement très long avec des pans arrondis. La forme liquette convient spécialement à cette mode.

## Chemise bûcheron
C'est une chemise à l'aspect duveteux. Dans la culture populaire du XXe siècle et du XXIe siècle, elle a des carreaux à motif de tartan. Elle naît aux États-Unis à la fin du XIXe siècle, d'abord composée de laine puis d'un mélange comprenant du coton, et tenant chaud. Il s'agit à l'origine d'un vêtement de travail, pour les ouvriers, les agriculteurs ou encore les bûcherons. Une bande dessinée des années 1910, mettant en scène le personnage Paul Bunyan avec une chemise à carreaux rouge et noir participe à populariser un mythe esthétique, bientôt repris par des marques comme Woolrich (en), Pendleton Woolen Mills (en) ou Carhartt. Depuis le second conflit mondial, incarnant une « masculinité décontractée » selon Le Figaro Magazine, ce genre de chemise est repris par les Beach Boys, puis les grunges fans de Kurt Cobain et enfin les hipsters.

## Production industrielle
Les chemises sont d'abord cousues à la maison dans le cadre d'une production domestique autarcique. D'autres sont confectionnées par le tailleur qui prépare le vêtement sur commande et sur mesure. À partir du XIXe siècle, le tailleur laisse place au prêt-à-porter et la production se développe en atelier, puis en usine : l'industrie textile est née. Le mot chemiserie désigne alors à la fois le lieu de confection du vêtement et la boutique où il est vendu, souvent dans une autre ville ou un autre pays. La chemiserie représente un secteur ouvrier important de l'industrie textile depuis le XIXe siècle.
En France, le Musée de la chemiserie et de l'élégance masculine à Argenton-sur-Creuse sauvegarde la mémoire de l'industrie chemisière et lingère française dans le Berry et plus généralement en France ; il se consacre principalement au vêtement masculin et à l'histoire de sa production par un personnel ouvrier en grande majorité féminin. Le Musée de la Mode et du Textile à Paris, rattaché au Musée des Arts décoratifs, évoque l'histoire du vêtement. La chemise s'est longtemps ornée de dentelle, évoquée à la Cité internationale de la dentelle et de la mode de Calais.

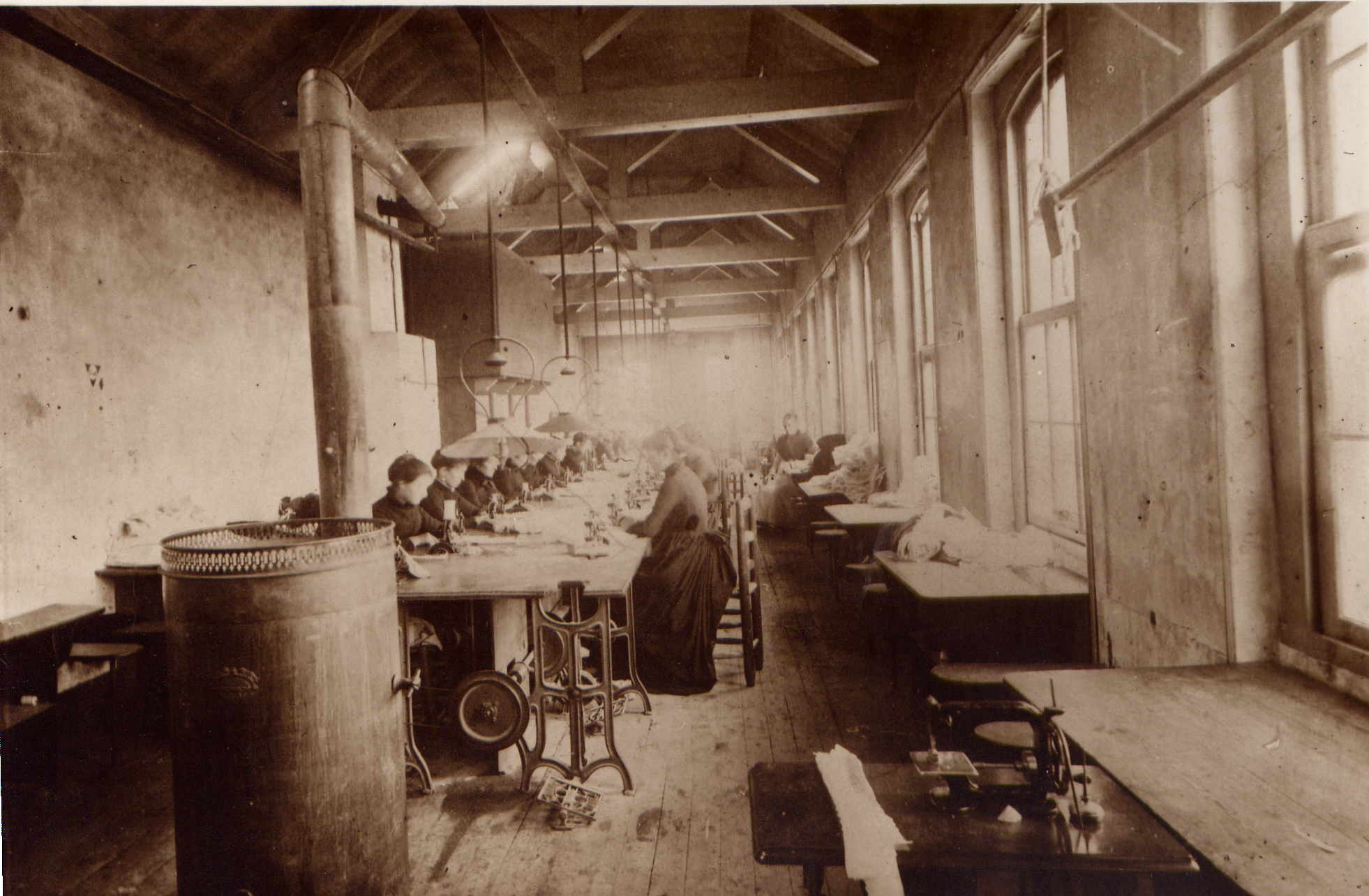
Atelier de confection de chemises à Argenton-sur-Creuse (France) en 1888.
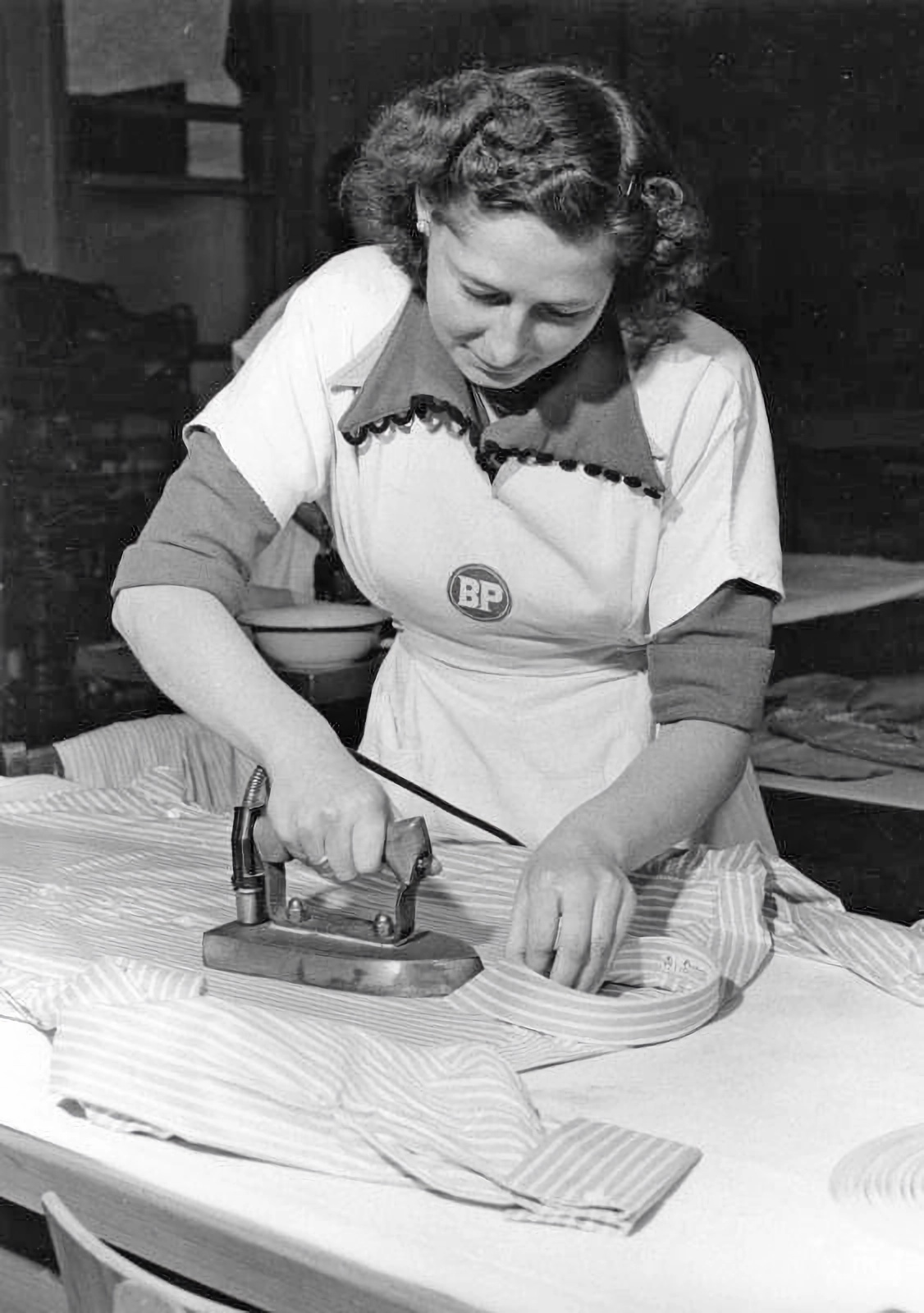
Repassage et pliage d'une chemise dans une usine Bierbaum-Proenen à Cologne (Allemagne) en 1953.
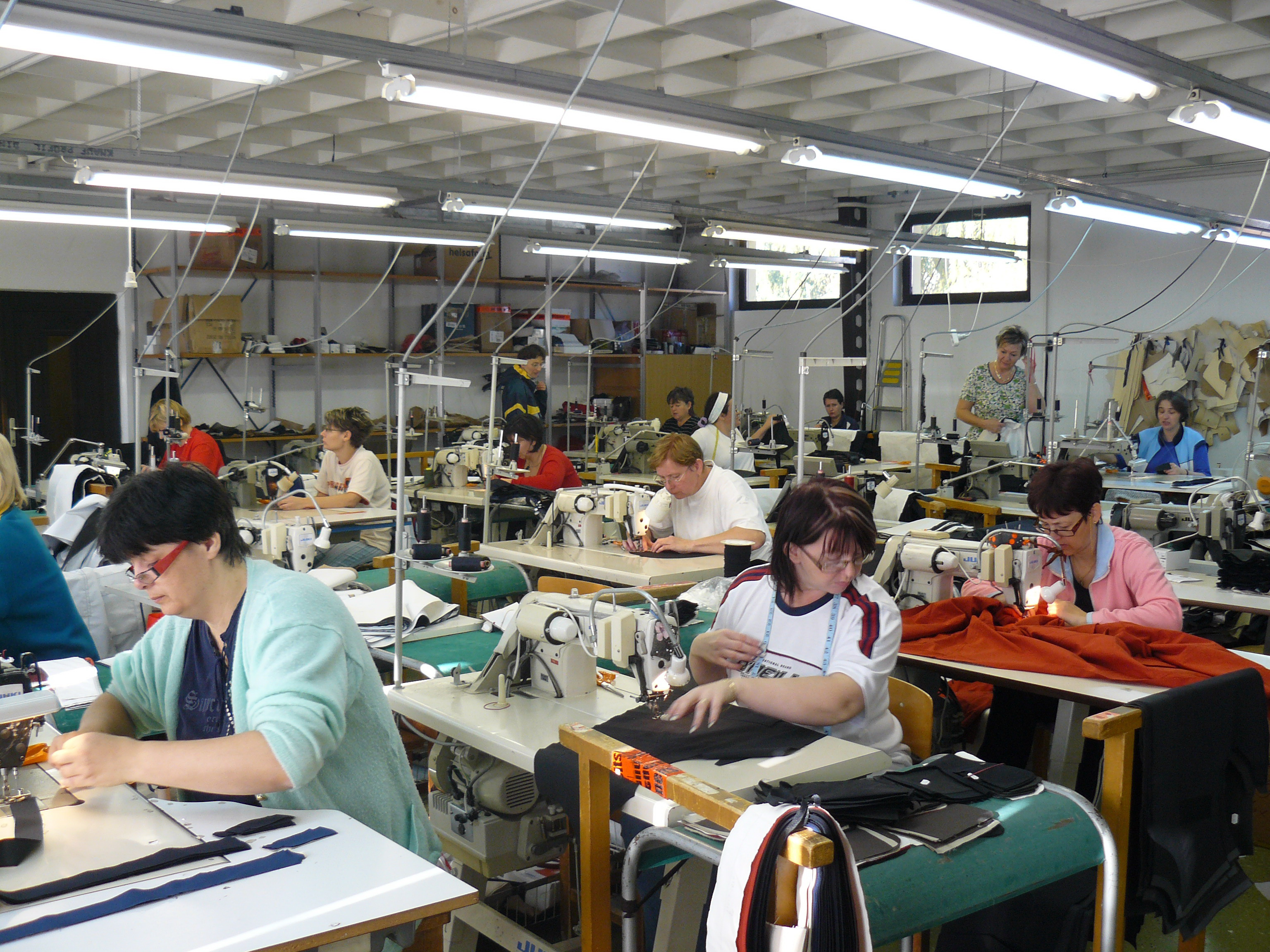
Manufacture de vêtements en Hongrie en 2010.
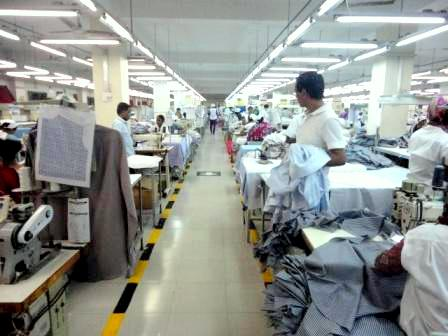
Ligne de production de chemises dans une usine de prêt-à-porter au Bangladesh en 2013.